# Ragin’, Full On
Ragin’, Full On – debiutancki album zespołu Firehose wydany w 1986 przez wytwórnię SST Records. Materiał nagrano 14 i 27 października 1986 w studiu "Radio Tokyo" w Venice (Los Angeles).

## Lista utworów
1. "Brave Captain" (M.Watt, E. Crawford) – 3:11
2. "Under the Influence of Meat Puppets" (K. Roessler, M. Watt) – 1:56
3. "It Matters" (K. Roessler, M. Watt) – 1:36
4. "Chemical Wire" (M. Watt) – 2:40
5. "Another Theory Shot to Shit" (M. Watt) – 2:30
6. "On Your Knees" (G. Hurley, E. Crawford) – 2:16
7. "Locked-in" (K. Roessler, M. Watt) – 2:56
8. "The Candle and the Flame" (E. Crawford, M. Watt) – 3:11
9. "Choose Any Memory" (E. Crawford) – 2:02
10. "Perfect Pairs" (K. Roessler, M. Watt, E. Crawford) – 2:21
11. "This..." (E. Crawford) – 1:40
12. "Caroms" (G. Hurley, E. Crawford) – 2:02
13. "Relatin' Dudes to Jazz" (K. Roessler, M. Watt) – 1:38
14. "Things Could Turn Around" (K. Roessler, M. Watt) – 3:06

## Skład
- Ed Crawford – śpiew, gitara
- Mike Watt – gitara basowa
- George Hurley – perkusja

produkcja
- Mike Watt – producent
- Ethan James – nagranie, producent